# James Bowdoin
James Bowdoin, född 7 augusti 1726 i Boston, Massachusetts Bay-provinsen, död 6 november 1790 i Boston, Massachusetts, var en amerikansk politiker. Han var Massachusetts guvernör 1785–1787.
Bowdoin studerade vid Harvard och ärvde en stor förmögenhet efter sin far. Detta möjliggjorde att han kunde helt och hållet koncentrera sig på sin intellektuella utveckling. Under amerikanska revolutionen engagerade han sig mot det brittiska kolonialväldet och blev så småningom en av de främsta politiska ledarna i Massachusetts.
Bowdoin tillträdde 1785 som guvernör och efterträddes 1787 av John Hancock. Inflationen var ett stort problem under Bowdoins ämbetsperiod som guvernör. Dessutom krossade han ett bondeuppror som kallades Shays' uppror. De hårda tagen mot upprorsmakarna bidrog till valförlusten mot Hancock.
Bowdoin, som var av fransk härkomst, avled 1790 och gravsattes i Boston. Bowdoin College har fått sitt namn efter honom.